# Aphaostracon monas
Aphaostracon monas är en snäckart som först beskrevs av Henry Augustus Pilsbry 1899.  Aphaostracon monas ingår i släktet Aphaostracon och familjen tusensnäckor. IUCN kategoriserar arten globalt som sårbar. Inga underarter finns listade i Catalogue of Life.